# I giorni dell'odio
I giorni dell'odio è un film tv del 2007 scritto e diretto da Giorgio John Squarcia.
La docufiction (la cui musica originale è stata realizzata da Cesare Cremonini e la cui ricerca giornalistica è stata curata da Francesca Fogar) in onda in prima serata su Canale 5 il 18 giugno 2007 preceduta da una introduzione di Enrico Mentana che, al termine, ospiterà negli studi di Matrix, tra gli altri, il marito di Raffaella Castagna, Azouz Marzouk, e altri protagonisti della vicenda.

## Trama
Basato su documenti originali dell'inchiesta, alcuni del tutto inediti, il film racconta uno dei più atroci crimini della storia italiana: la Strage di Erba.
In una tranquilla cittadina italiana, un agghiacciante quadruplice omicidio porta alla confessione inaspettata di una coppia qualunque, dando vita a una sconvolgente storia vera in cui verità, media e giustizia si scontrano.
Utilizzando attori professionisti, il film ricostruisce fedelmente la sequenza degli eventi, delle indagini e dei fatti che precedettero la terribile strage compiuta dai coniugi Olindo Romano e Rosa Bazzi, i quali ammazzarono Raffaella Castagna, suo figlio Youssef, sua madre, Paola Galli, e la vicina di casa Valeria Cherubini.

## Produzione
Il film fu scritto in due settimane e girato in soli 7 giorni da Giorgio John Squarcia nel maggio del 2007. Fu prodotto con soli 250 000 euro, costo record per una prima serata di Canale 5.

## Messa in onda
I giorni dell'odio, conosciuto anche con il titolo A sangue freddo, andato in prima serata su Canale 5 ha registrato il 17,65% di share equivalente a 3 milioni 448 000 spettatori.

## Accoglienza
La messa in onda del film in prima serata su Canale 5, quando le indagini sono ancora in corso, attira un vasto pubblico ma divide la critica. Il noto scrittore Antonio Scurati si schiera a favore dell'esperimento mentre la critica cinematografica Natalia Aspesi è molto scettica